# Keurepani
Keurepani (nep. केउरेपानी) – gaun wikas samiti we wschodniej części Nepalu w strefie Kośi w dystrykcie Bhojpur. Według nepalskiego spisu powszechnego z 2001 roku liczył on 840 gospodarstw domowych i 4209 mieszkańców (2163 kobiet i 2046 mężczyzn).